# Крстарица
Крстарица је традиционални назив за врсту ратног брода који је способан обављати самосталне борбене операције на светским морима.
Крстарице су настале у другој половини 19. века пошто је увођење парне машине, експлозивних граната и оклопа учинило застарелим дотадашње фрегате. Крстарице су уведене као замена замишљена да обавља исте оне улоге које су дотада обављале фрегате — патролирање океанима, извиђање, борба против пирата односно крстарички рат.
Дуго времена су крстарице представљале средњу класу између капиталних бродова које су тада представљале оклопњаче, односно бојни бродови те лаких бродова као што су торпиљарке.
Крстарице су с временом почеле добијати оклоп, тако да су се појавиле прво заштићене крстарице, затим нова класа позната под називом оклопни крсташ. Истовремено су се по тонажи и јачини наоружања почеле делити на лаке и тешке крстарице.
Почетком 20. века настојање да се бојни бродови учине бржима на штету оклопа довела је до стварања хибрида бојног брода и крстарице познатог као бојни крсташ.
Појава авиона и потреба флота да се штите од њих створила је посебну класу крстарица познату као противавионске крстарице.
Након Другог светског рата су крстарице као наоружање добиле пројектиле, те постале ракетним крстарицама. Но, данас их има релативно мало, јер су се у међувремену мањи разарачи добили једнако моћно наоружање. Тако данас једино Русија и САД имају крстарице у својим морнарицама.